# Joan Campbell
Joan Campbell (* 22. Juni 1929 in Berlin als Johanna Stolper; † 3. März 2013 in Toronto) war eine deutsch-amerikanische Historikerin mit Schwerpunkt auf der neueren europäischen Geschichte.

## Leben und Werk
Johanna Stolper wurde 1929 als Tochter des Wirtschaftsjournalisten, Nationalökonoms, Verlegers und liberalen Politikers Gustav Stolper und dessen Frau, der Wirtschaftswissenschaftlerin und Journalistin Toni Stolper, in Berlin geboren. Ihr Halbbruder war der Ökonom Wolfgang F. Stolper.
Sie wuchs in Berlin auf, bevor ihre Familie 1933 in die Vereinigten Staaten auswanderte. Anschließend verbrachte Stolper ihre Kindheit und Jugend in Connecticut und besuchte ein Quäker-Internat in Pennsylvania. Am Radcliffe College schloss sie mit einem B.A. ab und studierte anschließend in Oxford, wo sie ihren zweiten Abschluss erhielt. In Oxford lernte Johanna Stolper ihren späteren Ehemann Dugal Campbell, einen Sohn schottischer Einwanderer, kennen. 1954 heirateten Johanna Stolper und Dugal Campbell, die inzwischen in New York lebten, und Johanna nahm fortan den Namen Joan Campbell an. Aus der Ehe gingen vier Kinder hervor. Kurze Zeit nach der Heirat zog das Paar nach London um und siedelte 1957 nach Neuseeland, um dann 1960 nach Kingston in Ontario zu ziehen.
Campbell wurde an der Queen’s University promoviert und begann anschließend an derselben Hochschule ihre akademische Laufbahn, die sie dann an der University of Toronto, der University of Western Ontario und der Ryerson University fortführte. Zu ihren wichtigsten Publikationen zählt eine detaillierte Studie über den Deutschen Werkbund, die sie 1978 veröffentlichte. Campbell engagierte sich zudem in der Erwachsenenbildung und im sozialen Wohnungsbau. Sie war Mitglied der Academy for Lifelong Learning und aktive Unterstützerin der St. Lawrence Neighbourhood Association in Toronto.

## Publikationen (Auswahl)
- The German Werkbund. The Politics of Reform in the Applied Arts. Princeton University Press, Princeton NJ 1978, ISBN 0-691-05250-6.
- Joy in Work, German Work. The National Debate, 1800–1945. Princeton University Press, Princeton NJ 1989, ISBN 0-691-05569-6.
- Der Deutsche Werkbund. 1907–1934. (Aus dem Englischen übersetzt von Toni Stolper). Klett-Cotta, Stuttgart 1981, ISBN 3-12-911980-9 (Lizenzausgabe. (= dtv 4492). Klett-Cotta im Deutschen Taschenbuch Verlag, München 1989, ISBN 3-423-04492-6).
- als Herausgeber: European Labor Unions. Greenwood Press, Westport CT u. a. 1992, ISBN 0-313-26371-X.